# 蔣燕皎
蔣燕皎（1986年6月26日—），江蘇常州人，中國女子羽毛球運動員，個人最高的世界排名為第3位（2010年第3週），2013年全運會後宣告退役。她是华侨大学人文学院2006级的畢業生。

## 羽毛球生涯

### 早年及出道
蔣燕皎在上小學時就被父母送到了常州市戚墅堰区的羽毛球隊學習羽毛球，未幾便被选入常州市体校，與卢兰為同學。雖然她的身体素质比起同龄人來說并不是很好，但在教練的栽培（由於她是左手选手），加上個人的努力，很快就成了市队中水平最好的球員。1996年，不过10岁的她已要離開家人，隻身从常州少体校到南京的江苏省体校接受更專業的训练。
1999年，13岁的蔣燕皎代表江苏省参加全国羽毛球少年赛，期間被当时八一队的教练陈伟华看中，輾轉間便加入了八一队。至2001年底，她終凭借优异的成绩，首次被中国国家羽毛球队二队徵召入队，開始代表國家到外國參加國際賽事；入隊一年後，她已在荷兰青年羽毛球公开赛上奪冠，隨後又在2002年世界青年羽毛球錦標賽中，拿到了女單冠軍。
2005年，蔣燕皎在十运会羽毛球女单比賽中，接連淘汰龚智超、王晨等名将，更在決賽以2比1（11-8、6-11、11-5）擊敗当时的世界冠军龚睿那，技驚四座。国家乒羽中心书记刘凤岩當時形容她“有脑子、打不死”，並預言蔣燕皎他朝會成為中国的一流选手。

### 2006年
2006年5月，蔣燕皎首次入選中國隊的尤伯杯名單；並以第三單打身份在決賽中上陣，協助中国以3比0擊敗荷兰，第十次奪得尤伯杯；這亦為她第一個的世界冠軍頭銜。同年，她出戰丹麦羽毛球公开赛，在決賽中以2比0（21-14、21-14）擊敗隊友卢兰，夺得個人首個職業公開賽的女单冠军。
年內，蒋燕皎亦首次出战世界羽毛球錦標賽，卻意外地在半準決賽負於德国的奥维泽尔出局。这场失利令教练组對她大感失望；此後，随着隊中其他隊友如：卢兰、朱琳、王仪涵、王琳等相繼崛起，她在國家隊中的地位亦變得岌岌可危。

### 2007-2008年
2007年，蒋燕皎受著自身伤病影響相對沉寂，亦無緣出席該年的世锦赛，間接也令她不夠積分參加翌年的北京奥运会。
2008年，她再次入選中國隊參加尤伯杯的名單，但只是排在谢杏芳、卢兰和朱琳之後的後備。然而，由於朱琳在練習時受傷，本以為不用上場的蒋燕皎卻臨時被安排在半决赛中上陣，對戰荷兰选手梅伦迪克斯。因為過於緊張的關係，蒋燕皎的表現完全不在狀態，結果以1比2（10-21、21-11、16-21）敗陣，令中国队险陷出局邊緣。

### 2009-2010年
疲弱的國際大賽表現，令蔣燕皎再次無緣出席2009年及2010年的世锦赛；然而，在2010年的羽超联赛中，她卻表现神勇，在女单更取得了16胜1负的佳绩，在国际赛事中对戰王适娴、王琳和汪鑫等的戰績亦較佳，屢次在中国德比战中勝出，因而常被稱為「內戰內行、外戰外行」的「内战女王」。
2010年，蔣燕皎的表現略見回勇，先後在日本羽毛球公开赛和瑞士羽毛球公开赛奪得冠军和亚军，更在中国羽毛球公开赛连续第三年贏得冠軍，成为該賽事首位「三连冠」的優勝者。同年11月，她又代表中國出戰廣州亞運會，參加羽毛球比賽的女子團體項目，奪得金牌。

### 2011-2013年
2013年8月，蔣燕皎憑递补参赛资格出戰中國廣州舉行的世界羽毛球錦標賽，但在女单首轮比赛前晚，她在睡觉时不慎扭伤了腰部，只好退赛。同年9月，蔣燕皎代表八一隊出戰瀋陽舉行的全运会羽毛球比賽，在女单第二轮对阵浙江小将邵晶晶，打到决胜局12比19时脚伤复发，一个月内第二次退赛。她表示，今年很可能是自己最后一届全运会，“如果实在顶不下来就不练了。”。同年12月，蔣燕皎與王琳、汪鑫一同宣告退役。

## 主要比賽成績
只列出曾進入準決賽的國際賽事成績：
| 年份   | 賽事                   | 公開賽級別 | 項目     | 成績   |
| ------ | ---------------------- | ---------- | -------- | ------ |
| 2001年 | 全國青年羽毛球錦標賽   | 其他       | 女子單打 | 冠軍   |
| 2002年 | 亞洲青年羽毛球錦標賽   | 其他       | 女子單打 | 亞軍   |
| 2002年 | 荷蘭青年羽毛球公開賽   |            | 女子單打 | 冠軍   |
| 2002年 | 世界青年羽毛球錦標賽   | 其他       | 女子單打 | 冠軍   |
| 2006年 | 亞洲羽毛球錦標賽       | 其他       | 女子單打 | 季軍   |
| 2006年 | 尤伯杯                 | 其他       | 女子團體 | 冠軍   |
| 2006年 | 香港羽毛球公開賽       |            | 女子單打 | 準決賽 |
| 2006年 | 羽毛球世界盃           | 其他       | 女子單打 | 準決賽 |
| 2006年 | 丹麥羽毛球公開賽       |            | 女子單打 | 冠軍   |
| 2007年 | 瑞士羽毛球超級賽       | 超級賽     | 女子單打 | 準決賽 |
| 2007年 | 亞洲羽毛球錦標賽       | 其他       | 女子單打 | 冠軍   |
| 2007年 | 碧特博格羽毛球大獎賽   | 大獎賽     | 女子單打 | 準決賽 |
| 2008年 | 亞洲羽毛球錦標賽       | 其他       | 女子單打 | 冠軍   |
| 2008年 | 尤伯杯                 | 其他       | 女子團體 | 冠軍   |
| 2008年 | 中國羽毛球超級賽       | 超級賽     | 女子單打 | 冠軍   |
| 2009年 | 全英羽毛球超級賽       | 超級賽     | 女子單打 | 準決賽 |
| 2009年 | 瑞士羽毛球超級賽       | 超級賽     | 女子單打 | 亞軍   |
| 2009年 | 新加坡羽毛球超級賽     | 超級賽     | 女子單打 | 準決賽 |
| 2009年 | 菲律賓羽毛球黃金大獎賽 | 黃金大獎賽 | 女子單打 | 準決賽 |
| 2009年 | 澳門羽毛球黃金大獎賽   | 黃金大獎賽 | 女子單打 | 亞軍   |
| 2009年 | 香港羽毛球超級賽       | 超級賽     | 女子單打 | 亞軍   |
| 2009年 | 中國羽毛球超級賽       | 超級賽     | 女子單打 | 冠軍   |
| 2010年 | 瑞士羽毛球超級賽       | 超級賽     | 女子單打 | 亞軍   |
| 2010年 | 尤伯杯                 | 其他       | 女子團體 | 亞軍   |
| 2010年 | 日本羽毛球超級賽       | 超級賽     | 女子單打 | 冠軍   |
| 2010年 | 中國羽毛球超級賽       | 超級賽     | 女子單打 | 冠軍   |
| 2010年 | 廣州亞運會羽毛球比賽   | 其他       | 女子團體 | 冠軍   |
| 2011年 | 馬來西亞羽毛球超級賽   | 超級賽     | 女子單打 | 準決賽 |
| 2011年 | 亞洲羽毛球錦標賽       | 其他       | 女子單打 | 準決賽 |
| 2011年 | 泰國羽毛球黃金大獎賽   | 黃金大獎賽 | 女子單打 | 亞軍   |
| 2011年 | 印尼羽毛球首要超級賽   | 首要超級賽 | 女子單打 | 準決賽 |
| 2011年 | 中國羽毛球大師賽       | 超級賽     | 女子單打 | 亞軍   |
| 2012年 | 韓國羽毛球首要超級賽   | 首要超級賽 | 女子單打 | 亞軍   |
| 2012年 | 印度羽毛球超級賽       | 超級賽     | 女子單打 | 準決賽 |
| 2012年 | 中國羽毛球大師賽       | 超級賽     | 女子單打 | 亞軍   |
| 2012年 | 丹麥羽毛球首要超級賽   | 首要超級賽 | 女子單打 | 準決賽 |

| 2007-2017年 | 首要超級賽 | 超級賽 | 黃金大獎賽 | 大獎賽 | 國際挑戰賽 | 國際系列賽 | 未來系列賽 | 其他 |

### 世界冠軍頭銜
蔣燕皎在羽毛球生涯中共奪得2項羽毛球世界冠軍頭銜。
| 賽事   | 奪冠次數 | 年份                       |
| ------ | -------- | -------------------------- |
| 尤伯杯 | 2        | 2006年、2008年（女子團體） |
| 總計   | 2        |                            |

### 奧運會和世錦賽參賽紀錄
|          | 2006 | 2007 | 2008 | 2009 | 2010 | 2011 | 2012 | 2013        |
| -------- | ---- | ---- | ---- | ---- | ---- | ---- | ---- | ----------- |
| 女子單打 | 8強  | －   | －   | －   | －   | 16強 | －   | 48強 (退賽) |

### 主要對賽紀錄
蔣燕皎與主要對手的對賽成績如下（只列出對賽五次或以上對手，截至2011年11月21日）：
中國隊隊員
| 對手   | 對賽次數 | 勝 - 負 | 總計 |
| ------ | -------- | ------- | ---- |
| 王仪涵 | 10       | 4 - 6   | -2   |
| 卢兰   | 8        | 5 - 3   | +2   |
| 王適嫻 | 7        | 4 - 3   | +1   |
| 汪鑫   | 6        | 3 - 3   | ±0   |
| 谢杏芳 | 5        | 2 - 3   | -1   |

其他選手
| 對手          | 對賽次數 | 勝 - 負 | 總計 |
| ------------- | -------- | ------- | ---- |
| 姚洁          | 9        | 9 - 0   | +9   |
| 王晨          | 8        | 5 - 3   | +2   |
| 莎拉姬·波萨娜 | 7        | 7 - 0   | +7   |
| 朱利安·申克   | 5        | 2 - 3   | -1   |

## 個人生活
2015年1月17日，蔣燕皎與前国家队队员燕征远結婚，二人育有一名女兒。